# Tethneus
Genre
Synonymes
- Melanites Hong, 1985

Tethneus est un genre fossile d'araignées aranéomorphes de la famille des Araneidae.

## Distribution
Les espèces de ce genre ont été découvertes dans la formation Florissant au Colorado aux États-Unis et à Shanwang au Shandong en Chine. Elles datent du Paléogène et du Néogène.

## Liste des espèces
Selon The World Spider Catalog 16.5 :
- †Tethneus guyoti Scudder, 1890
- †Tethneus hentzi Scudder, 1885
- †Tethneus obduratus Scudder, 1890
- †Tethneus orbiculatus (Hong, 1985)
- †Tethneus provectus Scudder, 1890
- †Tethneus robustus Petrunkevitch, 1922
- †Tethneus twenhofeli Petrunkevitch, 1922

## Publication originale
- (en) Scudder, 1885 : 3. Classe. Arachnoidea. Spinnen. Skorpione. Handbuch der Palaeontologie. I. Abtheilung. Palaeozoologie 2. R. Oldenbourg, München & Leipzig, p. 732–746 [742]. (BHL)